# مجلس البحوث للطب التكميلي
مجلس البحوث للطب التكميلي هي منظمة خيرية (رقم المملكة المتحدة الخيري المسجل 1146724) تأسست في عام 1983 لتطوير وتشجيع البحوث عالية الجودة في الطب البديل والتكميلي (CAM) وتعزيز الطب القائم على الأدلة في هذا المجال.
يعمل المركز مع مهن العلاج التكميلي والباحثين في مجال العلاج التكميلي لتعزيز الطب التكاملي والشخصي الآمن والفعال، وتشجيع تطوير بحوث وأدلة عالية الجودة في المملكة المتحدة في مجال الطب التكميلي والبديل.ومع زيادة عبء الأمراض المزمنة المعقدة فإن المزيد من الناس يلجؤون إلى الطب البديل والتكميلي ويحتاجون إلى التوجيه في اتخاذ خيارات الرعاية الصحية. يُستخدم الطب البديل والتكميلي من قِبل ما لا يقل عن ربع سكان المملكة المتحدة. وقاعدة الأدلة البحثية محدودة في الوقت الحاضر. وسوف تتطلب التكلفة المتزايدة باستمرار للأمراض المزمنة أن تتخذ الحكومة والمجتمع قرارات بشأن الفعالية من حيث التكلفة لخيارات الرعاية الصحية المتاحة.وأفضل طريقة للاسترشاد بشكل أفضل بهذه القرارات هي الأدلة ومعايير الرعاية المقبولة حاليا. ومن شأن وجود قاعدة أدلّة أكبر لهذا البرنامج أن ييسر إمكانية الحصول على علاجات تكميلية مأمونة وفعالة على نطاق أوسع داخل دائرة الصحة الوطنية وفي جميع أنحاء المملكة المتحدة،من أجل المساعدة في الوقاية من الأمراض وتحسين الصحة.ونشرت لجنة اختيار العلوم والتكنولوجيا في مجلس اللوردات في عام 2000 تقريرًا عن الطب البديل والتكميلي أكد على الحاجة إلى تحسين التنظيم وزيادة البحث في علاجات الطب البديل والتكميلي. في حين أن تنظيم مهن الطب البديل والتكميلي حقق تقدمًا كبيرًا، إلا أن ندرة التمويل حدت من تطوير أبحاث الطب البديل والتكميلي.

## تاريخ
تم تأسيس مجلس البحوث للطب التكميلي في عام 1983من قبل الطبيب الدكتور ريتشارد تونكين ورجل الأعمال السيد هارولد ويكس. وخلال الثمانينات، انصبّ تركيز نشاط اللجنة الإقليمية المعنية بالإدارة على تشجيع ونشر مشاريع البحوث، وعلى استكشاف منهجيات البحوث المناسبة. تأسست مجلة علمية بعنوان البحوث الطبية التكميلية (ISSN 0268-4055). وأُنشئت زمالة جامعية لاستكشاف نظام الطب البديل والتكميلي بالشراكة مع مجلس البحوث الطبية وجامعة غلاسكو، ونظمت سلسلة من المؤتمرات السنوية بشأن منهجية البحث. خلال التسعينات، كان التركيز على التعليم الطبي في مرحلة ما قبل التخرج وإدراج وحدة الطب البديل والتكميليكجزء من المناهج الدراسية للتعليم الطبي؛ وأصبحت الدكتورة كاثرين زولمان مديرة لدائرة التعليم الطبي التابعة للمجلس الإقليمي للمرأة وأنشأت سجلاً للبرامج العالمية التي تهتم بالبرنامج. واضطلع بمشروع بحثي للمجلس الإقليمي للمرأة بشأن استخدام النساء المصابات بسرطان الثدي لمادة الطب البديل والتكميلي، بتكليف من الهيئة الصحية الإقليمية لجنوب التايمز.
وبعد عام 2000، كلف المجلس الإقليمي للمرأة بتنفيذ وإنجاز بعض المشاريع الكبيرة جدا بالشراكة مع الجامعات، بما في ذلك المشروع (CAMEOL) لإدارة الصحة لتقييم تدخلات المجلس الإقليمي للمرأة في المجالات ذات الأولوية للدراسة الصحية الوطنية عن طريق استعراض مفصل وتقييم نقدي للبحوث المنشورة.

## الأنشطة الحالية
تتوجه الأنشطة الحالية للمجلس الإقليمي لإدارة المواد الكيميائية نحو دعم مهن المركز في البحوث والممارسات القائمة على الأدلة، من خلال زيادة المشاركة بين الهيئات المهنية والجهات التنظيمية والأوساط البحثية. مهن الطب البديل والتكميلي في المملكة المتحدة تتطور وتتأقلم والتنظيم متطوربشكل جيد، حيث يتم وضع لوائح تنظيمية قانونية لتعاطي العظام والعصارة، ويتجه طب الأعشاب والوخز بالإبر والطب الصيني التقليدي نحو وضع لوائح تنظيمية قانونية. ولقد أسست علاجات أخرى مثل التدليك والاعتلال الطبيعي تنظيماً طوعياً في إطار مجلس الرعاية الصحية التكميلية والطبيعية، كما تحرك آخرون نحو تحقيق هذا الهدف.
وللبحوث المتعلقة بالدكتوراة وما بعد الدكتوراة في إطار معهد الدراسات العليا توجيهات بشأن المنهجية المستمدة من المركز. وتتزايد القدرة البحثية من حيث النشاط البحثي الجاري للحصول على الدكتوراه/شهادة الماجستير في الطب التكميلي في جامعات المملكة المتحدة. ومع ذلك، لا تزال هناك حاجة ماسة إلى تقديم أدلة بشأن سلامة وفعالية البرنامج، ولا يزال هناك الكثير مما ينبغي عمله من حيث ترجمة البحوث إلى ممارسة سريرية.
التمويل من الحكومة للبحوث لتقييم سلامة وفعالية الطب البديل والتكميلي، مماثلة لتلك التي في الولايات المتحدة حيث مجلس تمويل البحوث يوفر تمويلاً بحثيا كبيرا على وجه التحديد للبحوث الطب البديل والتكميلي، من شأنه أن يمكن قاعدة الأدلة الطب البديل والتكميلي لتطوير في المملكة المتحدة، واحتفظ المركز بقاعدة بيانات دائرة المعلومات المركزية للطب التكميلي.

## روابط خارجية
• The web site of RCCM • ISCMR is an international organisation to promote الطب البديل والتكميلي research